# Acetato d'argento
L'acetato d'argento è il sale organico dell'acido acetico e dell'argento di formula CH3COOAg. A temperatura ambiente appare come un solido cristallino che va dal bianco al beige a seconda della purezza, sensibile alla luce e moderatamente solubile in acqua. Trova essenzialmente impiego in laboratorio chimico come agente ossidante.

## Sintesi
L'acetato di argento può essere ottenuto per trattamento dell'acido acetico con un sale basico dell'argento, come il carbonato di argento:
{\displaystyle {\ce {CH3COOH + Ag2CO3 -> CH3COOAg + H2CO3}}}
la sostanza può essere inoltre sintetizzata facendo reagire un sale alcalino dell'acido acetico (di formula generale CH3COOMe) con un sale inorganico dell'argento solubile in ambiente acquoso. La reazione più comune è quella tra l'acetato di sodio ed il nitrato d'argento:
{\displaystyle {\ce {CH3COONa + AgNO3 -> CH3COOAg + NaNO3}}}

## Utilizzo
L'acetato d'argento, oltre al più comune impiego come ossidante e reagente di laboratorio, è stato anche utilizzato per il trattamento del tabagismo. Si è osservato che la sostanza, combinata col fumo di sigaretta, produce uno stimolo sgradevole che dovrebbe indurre il paziente a cessare l'assunzione di fumo di sigaretta, similmente a come avviene per il farmaco antabuse nel trattamento dell'alcolismo. Si è altresì osservato che, tuttavia, i benefici derivati dall'assunzione di acetato di argento non sono superiori a quelli ottenuti con la terapia sostitutiva a base di nicotina, probabilmente anche a causa della scarsa compliance del paziente.